# Sông Panj
Sông Panj (tiếng Ba Tư: رودخانه پنج) (/ˈpɑːndʒ/; tiếng Tajik: Панҷ, پنج), còn được gọi là sông Pyandzh hoặc sông Pyanj (bắt nguồn từ tên tiếng Nga của nó: Пяндж) là một phụ lưu của sông Amu Darya. Con sông dài 1.125 km và tạo thành phần lớn biên giới Afghanistan - Tajikistan.
Con sông được hình thành ở hợp lưu của sông Pamir và sông Wakhan gần làng Qalʿa-ye Panja (Qal`eh-ye Panjeh). Từ đó, nó chảy về phía tây và tạo thành biên giới Afghanistan-Tajikistan. Sau khi đi qua thành phố Khorog - thủ phủ của tỉnh tự trị Gorno-Badakhshan của Tajikistan, nó nhận nước từ một trong những nhánh chính của nó, sông Bartang. Sau đó, nó chảy về phía Tây Nam và nhập vào sông Vakhsh tạo thành con sông lớn nhất vùng Trung Á-sông Amu Darya. Sông Panj đóng một vai trò quan trọng trong suốt thời Xô Viết và nằm trong chiến lược trong cuộc chiến tranh Liên Xô-Afghanistan vào các năm 1980.